# Flarken, Västergötland
Flarken är en sjö i Mariestads kommun i Västergötland och ingår i Göta älvs huvudavrinningsområde. Sjön har en area på 0,166 kvadratkilometer och ligger 109 meter över havet. Sjön avvattnas av vattendraget Svartån.

## Delavrinningsområde
Flarken ingår i det delavrinningsområde (649391-136887) som SMHI kallar för Mynnar i Sjöråsån. Avrinningsområdets medelhöjd är 100 meter över havet och ytan är 45,47 kvadratkilometer. Det finns ett delavrinningsområde uppströms, och räknas det in blir den ackumulerade arean 57,82 kvadratkilometer. Svartån som avvattnar avrinningsområdet har biflödesordning 3, vilket innebär att vattnet flödar genom totalt 3 vattendrag innan det når havet efter 204 kilometer. Delavrinningsområdet består mestadels av skog (61 procent) och jordbruk (29 procent). Avrinningsområdet har 0,17 kvadratkilometer vattenytor vilket ger det en sjöprocent på 0,4 procent.